# Kevin Van Hoovels
Kevin Van Hoovels (Begijnendijk, 31 juli 1985) is een Belgisch voormalig mountainbiker.

## Levensloop
Van Hoovels is vooral gespecialiseerd in het olympische crosscountry. Anno 2014 kwam hij uit voor Lingier Versluys. Hij brak door met zijn zege in het Belgisch kampioenschap van 2010 te Malmedy. Ook werd hij dat jaar uitgeroepen tot 'mountainbiker van het jaar'. Dankzij deze overwinning kon hij vanaf 2011 rijden met een topsportstatuut. Dat seizoen boekte hij 6 crosscountry-zeges, maar vooral wilde hij zich plaatsen voor de MTB-race Olympische Spelen van Londen het volgende jaar. Dankzij een 15de plek op het WK, alwaar hij op 7 minuten van winnaar Jaroslav Kulhavý strandde, kwalificeerde hij zich voor de Spelen. Op de Spelen te Londen hoopte hij vooraf op een top 20-notering. Hij kende er echter een slechte start en was als een van de laatsten weg. Gaandeweg schoof hij op en zou uiteindelijk als 19de finishen.
In 2015 behaalde Van Hoovels met een tiende plaats op het WK in Vallnord een van zijn beste internationale prestaties ooit. Een jaar later zou hij echter op een haar na een tweede olympische selectie missen.
Naast crosscountry rijdt Van Hoovels ook geregeld een marathon. In deze discipline werd hij in 2011 nationaal kampioen. Verder is hij ook een van de beste renners op gebied van strandrace.

## Palmares

### Marathon
2011
- Strandrace Blankenberge
- Strandrace Knokke
- BK
- Ardennes Trophy

2012
- 3e etappe Trans Zollernalb

2013
- Strandrace Oostende
- Vineyard Race
- 4e, 7e en 9e etappe Joberg2C
- 4e en 6e etappe Lesotho Sky Stage Race
- Bart Brentjens Challenge

2014
- Strandrace Knokke

2015
- Strandrace Knokke

### Crosscountry
| Seizoen | Wereldbeker | Kampioenschappen | Overige                                           | Totaal aantal zeges |
| ------- | ----------- | ---------------- | ------------------------------------------------- | ------------------- |
| 2008    |             |                  |                                                   | 0                   |
| 2009    |             |                  |                                                   | 0                   |
| 2010    |             | BK               |                                                   | 1                   |
| 2011    |             |                  | St Vith, langdorp, Zoetermeer, Gieten, Saalfelden | 5                   |
| 2012    |             |                  | Malmedy, Zoetermeer, Langdorp                     | 3                   |
| 2013    |             |                  | Stellenbosch, Zoetermeer, Houffalize, BEL GP      | 4                   |
| 2014    |             |                  | Malmedy                                           | 1                   |

### Jeugd
- BK: 2006 (beloften)

Cornu · De Greef · De Ketele · De Neef · De Poortere · De Wilde · De Zutter · Ingels · Lievens · Neyens · Paulissen · Roelandts · Schets · Van der Slagmolen · Van Hoovels · Van Rij · Van Rooy · Vanendert · Vanheule
Broeders · De Poortere · De Winter · Dupont · Durant · Lepla · Ruyters · Schets · Teuns · Van Coppernolle · Van den Abeele · Van Herck · Van Hoovels · Van Lerberghe · Vandenbogaerde · N.Vandyck · Verraes · Vervaeke · Verwaest · Wastyn · Roelandts (stagiair) 
Calleeuw · Cools · Dupont · Durant · Lepla · Luyten · Peeters · Pols · Roelandts · Ruyters · Teuns · Van Coppernolle · Van Hoovels · Van Lerberghe · Vandewiele · Vandromme · Vanspeybroeck · Wastyn
De Vos · de Man · Devriendt · Druyts · Franckaert · Janssens · Juodvalkis · Pot · Schuermans · Segers · Sleurs · Stevens · Van Hoovels · M.van Zijl · D.van Zijl · Van Zummeren · Vandenbogaerde · Vanspeybroeck · Vermeulen · Vingerling · Gough (stagiair)